# Rubén García (labdarúgó, 1993)
Rubén García (Valencia, 1993. július 14. –) spanyol korosztályos válogatott labdarúgó, az Osasuna csatárja.

## Pályafutása

### Klubcsapatokban
García a spanyolországi Valencia városában született. Az ifjúsági pályafutását a helyi Valencia csapatában kezdte, majd a Levante akadémiájánál folytatta.
2010-ben mutatkozott be a Levante tartalék, majd 2012-ben az első osztályban szereplő felnőtt keretében. A 2017–18-as szezonban a Sporting Gijón, míg a 2018–19-es szezonban az Osasuna csapatát erősítette kölcsönben. A lehetőséggel élve, 2019. július 1-jén az Osasunához igazolt. Először a 2019. augusztus 24-én, az Eibar ellen 0–0-ás döntetlennel zárult mérkőzés 66. percében, Marc Cardona cseréjeként lépett pályára. Első gólját 2019. szeptember 29-én, a Levante ellen 1–1-es döntetlennel végződő találkozón szerezte meg.

### A válogatottban
García az U20-as és U21-es korosztályú válogatottakban is képviselte Spanyolországot.
2013-ban debütált az U21-es válogatottban. Először a 2013. november 14-ei, Bosznia-Hercegovina ellen 6–1-re megnyert U21-es EB-selejtező 69. percében, Álvaro Moratat váltva lépett pályára.

## Statisztikák
2023. május 6. szerint
| Klub                        | Szezon   | Osztály          | Bajnokság | Bajnokság | Kupa és Ligakupa | Kupa és Ligakupa | Nemzetközi | Nemzetközi | Összesen | Összesen |
| Klub                        | Szezon   | Osztály          | Meccs     | Gól       | Meccs            | Gól              | Meccs      | Gól        | Meccs    | Gól      |
| --------------------------- | -------- | ---------------- | --------- | --------- | ---------------- | ---------------- | ---------- | ---------- | -------- | -------- |
| Levante                     | 2012–13  | La Liga          | 31        | 4         | 0                | 0                | 9          | 0          | 40       | 4        |
| Levante                     | 2013–14  | La Liga          | 32        | 2         | 2                | 1                | —          | —          | 34       | 3        |
| Levante                     | 2014–15  | La Liga          | 27        | 1         | 3                | 0                | —          | —          | 30       | 1        |
| Levante                     | 2015–16  | La Liga          | 21        | 1         | 1                | 0                | —          | —          | 22       | 1        |
| Levante                     | 2016–17  | Segunda División | 17        | 0         | 1                | 0                | —          | —          | 18       | 0        |
| Levante                     | Összesen | Összesen         | 128       | 8         | 7                | 1                | 9          | 0          | 144      | 9        |
| Sporting Gijón (kölcsönben) | 2017–18  | Segunda División | 43        | 8         | 0                | 0                | —          | —          | 43       | 8        |
| Osasuna (kölcsönben)        | 2018–19  | Segunda División | 37        | 7         | 1                | 0                | —          | —          | 38       | 7        |
| Osasuna                     | 2019–20  | La Liga          | 30        | 8         | 1                | 0                | —          | —          | 31       | 8        |
| Osasuna                     | 2020–21  | La Liga          | 37        | 3         | 2                | 0                | —          | —          | 39       | 3        |
| Osasuna                     | 2021–22  | La Liga          | 37        | 1         | 1                | 0                | —          | —          | 38       | 1        |
| Osasuna                     | 2022–23  | La Liga          | 24        | 2         | 7                | 2                | —          | —          | 31       | 4        |
| Osasuna                     | Összesen | Összesen         | 165       | 21        | 12               | 2                | 0          | 0          | 177      | 23       |
| Összesen                    | Összesen | Összesen         | 336       | 37        | 19               | 3                | 9          | 0          | 364      | 40       |

## Sikerei, díjai
Levante
- Segunda División
  - Feljutó (1): 2016–17

Osasuna
- Segunda División
  - Feljutó (1): 2018–19